# Janine Fluet
Janine Fluet (née Marie-Lucille-Jeannine Dubé) est une actrice québécoise née le 7 mars 1926 à Ottawa et morte le 8 mai 2003 à Saint-Lambert (Canada) à l'âge de 77 ans.

## Biographie
Janine Fluet a fait ses études à Ottawa. Elle est diplômée du Conservatoire Lassalle.
En 1948, elle épouse Clément Fluet. Le couple a deux fils.

## Filmographie

### Cinéma
- 1952 : Le Rossignol et les cloches : Sœur Estelle
- 1972 : L'Apparition
- 1974 : Bingo : Madeleine
- 1985 : Agnès de Dieu (Agnes of God) : Sister Marguerite

### Télévision
- 1954 - 1957 : 14, rue de Galais (Téléroman) : Lucie Brodeur
- 1955 - 1956 : Taille-fer (série TV)
- 1958 - 1970 : Les Belles Histoires des pays d'en haut (Téléroman) : Gladys 'Baby' Mayfair
- 1970 : À la branche d'Olivier (Téléroman) : Mme Tremblay
- 1970 - 1977 : Les Berger (Téléroman) : Marina et Marie-Louise Lesieur
- 1971 - 1973 : Les Pierrafeu : Madame Galet (mère de Délima) - voix
- 1974 : La Petite Patrie (Téléroman) : Tante Paulette Thériault
- 1978 - 1984 : Terre humaine (Téléroman) : Orise Demaison
- 1987 - 1989  : Semi-détaché (Téléroman) : Maria-Angelina Lombardo